# Lahu (Sprache)
Lahu ist eine tibeto-birmanische Sprache, die vom Volk der Lahu in China und weiteren Ländern gesprochen wird. In älteren Quellen werden sie oft  Muhsö genannt, nach dem Tai-Wort für Jäger.
Außer von den Lahu wird die Sprache auch von anderen Minderheiten in Yunnan als lingua franca gesprochen. In Thailand wird die Sprache nur selten benutzt, da sie dort nicht gelehrt wird. Lahu lässt sich in drei Dialekte einteilen, deren Sprecher sich gegenseitig nur mit Mühe verständigen können.